# Josef Stimpfle
Josef Stimpfle, né le 25 mars 1916 à Maihingen et mort le 12 septembre 1996 à Augsbourg, est un prélat allemand qui fut le quatre-vingt unième évêque d'Augsbourg.

## Biographie
Josef Stimpfle entre au petit séminaire diocésain de Dillingen en 1926. Après avoir obtenu son Abitur, il étudie à partir de 1935 la théologie et la philosophie, puis il est envoyé au Collegium Germanicum de Rome. Il poursuit ses études à l'université pontificale grégorienne, mais il est appelé à faire son service militaire en 1940 en pleine guerre.
Josef Stimpfle reçoit l'ordination presbytérale le 28 juillet 1946, des mains de l'évêque d'Augsbourg, Joseph Kumpfmüller (de). Il est nommé vicaire à Augsbourg-Oberhausen, puis continue ses études à Rome. Il obtient son doctorat de théologie en 1951. Il est nommé à son retour chapelain de la basilique Saint-Ulrich-et-Sainte-Afre d'Augsbourg. L'année suivante en 1952, il devient sous-régent du grand-séminaire de Dillingen.
Il est nommé, le 12 septembre 1963, évêque d'Augsbourg par Paul VI, après la mort de Joseph Freundorfer (de). Il est consacré par le cardinal Julius Döpfner, archevêque de Munich-Freising avec comme co-consécrateurs Rudolf Graber et Josef Zimmermann (de). Josef Stimpfle s'engage pendant son épiscopat à l'aide aux Églises latino-américaines et aux « Églises du silence » derrière le rideau de fer en Europe centrale.
Il fait du grand-séminaire d'Augsbourg l'un des plus modernes d'Allemagne. Il défend les positions de l'Église dans le domaine de la politique familiale.
Jean-Paul II accepte sa démission en 1992 pour raison d'âge et le nomme archevêque à titre personnel. Viktor Dammertz, osb, lui succède.
Il est enterré à la cathédrale Notre-Dame d'Augsbourg.

## Succession apostolique
Josef Stimpfle a ordonné les évêques suivants :
- Évêque Manfred Müller (1972)
- Évêque Rudolf Schmid (de) (1972)
- Évêque Max Ziegelbauer (de) (1983)

## Distinctions
- 1966 Ordre bavarois du Mérite
- 1986 grand officier de l'Ordre du Mérite de la République fédérale d'Allemagne (1978)
- 1982 chevalier grand-croix de l'Ordre du Mérite de la République italienne
- 1985 docteur honoris causa de l'université d'Augsbourg
- 1992 prix Robert-Schuman